# Minettia quadrisetosa
Minettia quadrisetosa är en tvåvingeart som först beskrevs av Becker 1907.  Minettia quadrisetosa ingår i släktet Minettia och familjen lövflugor. Inga underarter finns listade i Catalogue of Life.